# Маріан Гуттен-Чапський

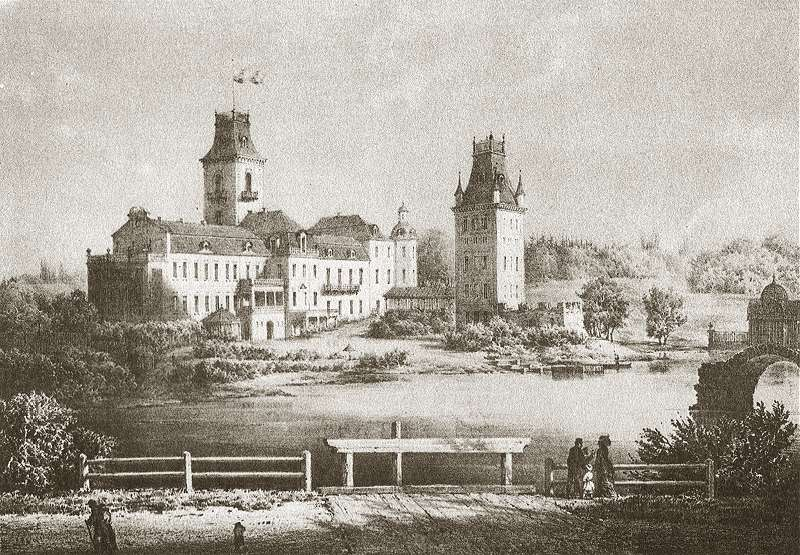
Палац, збудований Маріаном Чапським у Кейданах

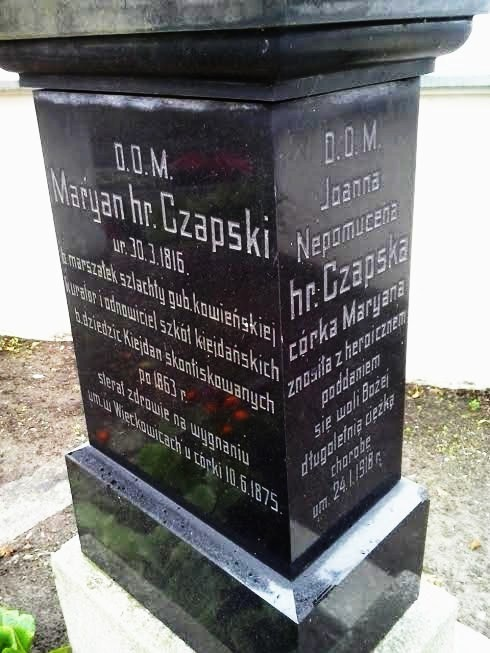
Надгробок у Непрушево

Маріан Гуттен-Чапський (нар. 30 березня 1816 р. в Лахві біля Пінська — пом. 10 червня 1875 р. у Вєнцковіцах) — польський граф, іполог, пасічник, доктор права та учасник Січневого повстання.

## Біографія
Представник польського шляхетського роду Чапських, які володіли великими маєтками у Великому князівстві Литовському та на Волині, успадкованими від Радзивілів. Його батьком був хелмський воєвода Станіслав (1779—1845), племінник князя Пане Коханку, власника Кейданів, а матір'ю — мінська каштелянка Софія з роду Обуховичів.
Початкову освіту він здобув у Вільнюсі, у школі піарів у Варшаві, згодом навчався в Берліні, де отримав атестат зрілості в 1832 році. 1833 року розпочав вивчати право в Харківському університеті, який закінчив зі ступенем кандидата права (еквівалент доктора права в російській системі). До смерті батька він мандрував Європою, досліджуючи мистецтво англійського садівництва, історію та розведення коней. 1845 року очолив Кейдани й піднявся до високих посад у місцевому дворянському уряді, ставши маршалком шляхти в Ковенському повіті. А вже у 1852 році був обраний маршалком шляхти Ковенського намісництва.
У 1863 році приєднався до Січневого повстання, підтримуючи повстанців фінансово. Після поразки повстання в 1864 році був засуджений до ув'язнення в Сибіру і три роки провів на засланні в Томську, а маєтки Кейдани конфіскував царський уряд. З 1867 по 1871 рік Чапський перебував у Дерпті та читав лекції з бджільництва, які переклали латиською мовою та опублікували. У 1871 році він переїхав до познанського маєтку Венцковиці, що належав його зятеві Станіславу Брезі, і працював там майже до самої смерті над створенням підручника з історії коня, який видали друком у 1874 році. Також співпрацював із низкою сільськогосподарських журналів.
Член Віленської археологічної комісії.
Помер 10 червня 1875 р. у селі Венцковиці.
Загиблі повстанці 1863 року були нагороджені Хрестом Незалежності з мечами президентом Польщі Ігнацієм Мосціцьким 21 січня 1933 року.

## Публікації
- Під псевдонімом Юзеф Знаміровський: Польський бджоляр, або практичний посібник до пасічної діяльності, доступно пояснений для Речі Посполитої, Познань 1863.
- Загальна історія коня, 1–3, Познань 1874.
- Атлас загальної історії коня, що представляє різні типи коней у таблицях LXXV (з мальованими гравюрами), Познань 1876.

## Приватне життя
Брат Адольфа Гуттен-Чапського та Едварда Чапського[4] . 1846 року одружився з графинею Юстиною Ростворовською (1825—1856) гербу Наленч (дочка Миколи Ростворовського (1792—1854) та Анни Дзєдушицької (1788—1863), онука Францішека Ксаверія Ростворовського (1749—1816)). У подружжя було шість дітей: Непомуцена Гуттен-Чапська
Станіслав Гуттен-Чапський
Маріан Гуттен-Чапський
Ганна Софія Гуттен-Чапська (1850—1930), дружина з 1872 Костянтина Брези (1842—1906)
Микола Гуттен-Чапський (1856—1919)
Софія Гуттен-Чапська (1856—1919), дружина з 1872 Станіслава Брези (1836—1902)[5]. Його онука Марія Бреза вийшла заміж за свого двоюрідного брата, графа Антонія Яна Ростворовського з Мілеєва.

## Виноски
1. ↑  Чеська національна авторитетна база даних
2. ↑  Nekrolog – ś.p. Maryan hr. Czapski
3. ↑  Zarządzenie o nadaniu Krzyża Niepodległości z mieczami poległym i zmarłym Powstańcom 1863 r. (M.P. z 1933 r. nr 24, poz. 32).